# Борги (Савона)
Борги је насеље у Италији у округу Савона, региону Лигурија.
Према процени из 2011. у насељу је живело 124 становника. Насеље се налази на надморској висини од 343 м.